# Saint-Disdier
Ne doit pas être confondu avec Saint-Didier ou Saint-Dizier.
Pour les articles homonymes, voir Disdier.
Saint-Disdier est une ancienne commune française, située dans le département des Hautes-Alpes en région Provence-Alpes-Côte d'Azur. Le 1er janvier 2013, Elle a fusionné avec trois autres communes pour constituer la commune nouvelle de Dévoluy.

## Géographie

### Situation
Saint-Disdier est situé au nord de la commune de Dévoluy, à la limite du département de l'Isère, entre le Grand Ferrand, à l'altitude de 2 759 mètres, à l'ouest et la montagne de Féraud, qui culmine à 2 565 mètres à l'est, à l'entrée du défilé par lequel la Souloise s'échappe du Dévoluy pour rejoindre le Drac dans le lac du Sautet.

### Hydrographie
Au confluent de la Souloise et de son affluent la Ribière, Saint-Disdier est le principal carrefour du Dévoluy. 

### Voies de communication et transports
Traversé du nord au sud par la route départementale 937 qui relie Corps à Veynes, c'est le point de bifurcation vers Saint-Étienne-en-Dévoluy, la station de SuperDévoluy et le col du Noyer.

## Toponymie
Le nom de la localité est attesté sous l'appellation latine Sanctus Desiderius en 1152.
L’existence d'une paroisse de Saint-Disdier (Sanctus Desiderius de Devoludio) est avérée à la fin du XIIIe siècle. 
Il est probable que la paroisse, puis le village de Saint Disdier, ait été placée sous la protection de Didier de Vienne.
Sant Disdier en occitan.  

## Histoire
En 1427, la paroisse compte 57 feux (foyers, c'est-à-dire familles). L'église paroissiale est alors située aux Gicons ; l'église paroissiale actuelle, au village, date de 1875.
Le 1er janvier 2013, les quatre communes du canton de Saint-Étienne-en-Dévoluy, Saint-Étienne-en-Dévoluy, Agnières-en-Dévoluy, La Cluse et Saint-Disdier fusionnent pour constituer une nouvelle commune nommée « Dévoluy »,. Saint-Disdier devient une commune déléguée conformément au régime juridiques des communes nouvelles instauré par la loi no 2010-1563 du 16 décembre 2010 de réforme des collectivités territoriales. Après les élections municipales de mars 2014, une décision du conseil municipal du 17 avril suivant entérine la suppression des quatre communes déléguées. Désormais, l'ancienne commune est une localité de Dévoluy.

## Politique et administration
| Période   | Période       | Identité           | Étiquette | Qualité |
| --------- | ------------- | ------------------ | --------- | ------- |
| mars 2001 | mars 2008     | Christian Sarrazin |           |         |
| mars 2008 | décembre 2012 | Guy Michel         |           |         |

## Population et société

### Démographie

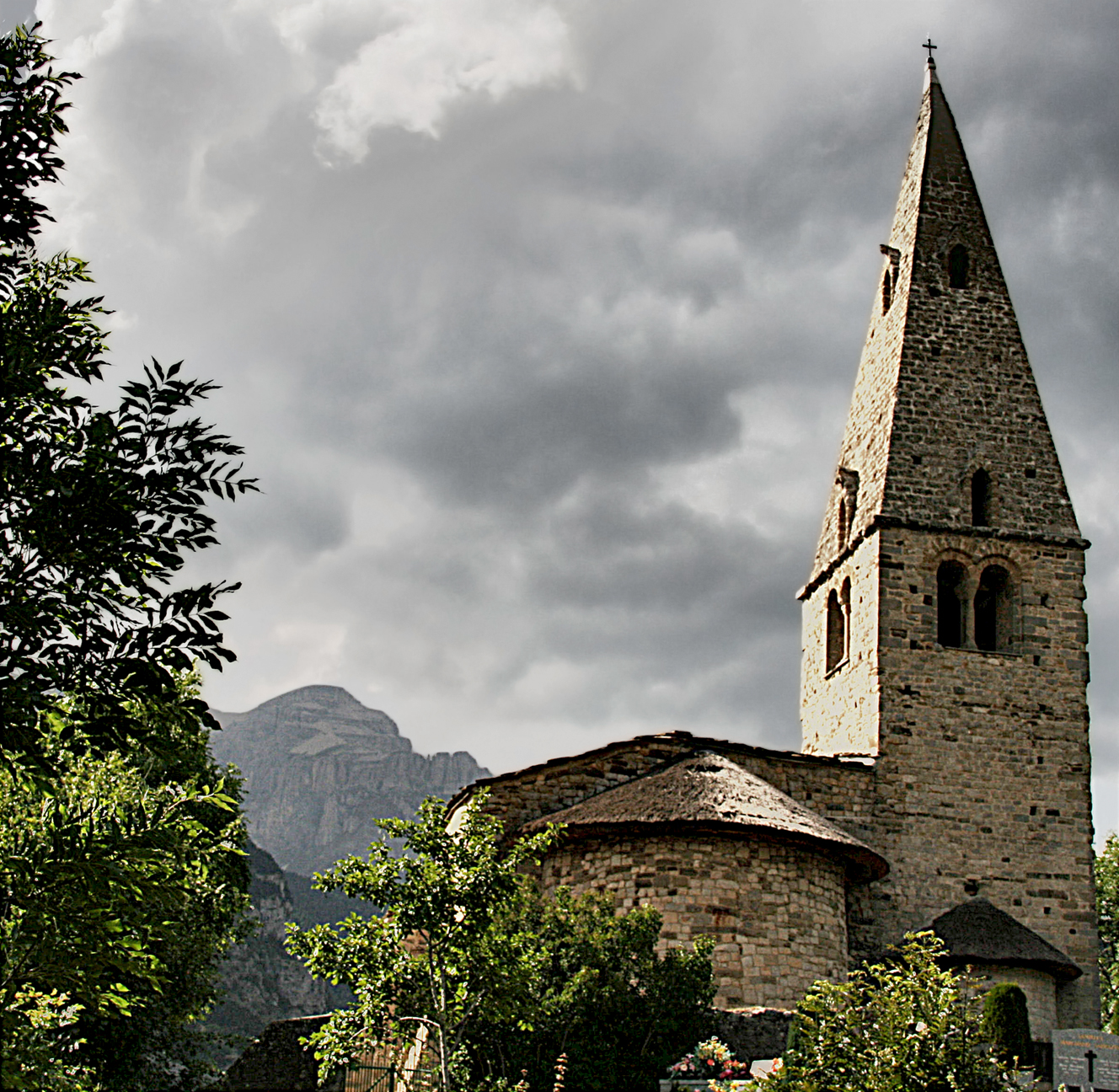
Mère église

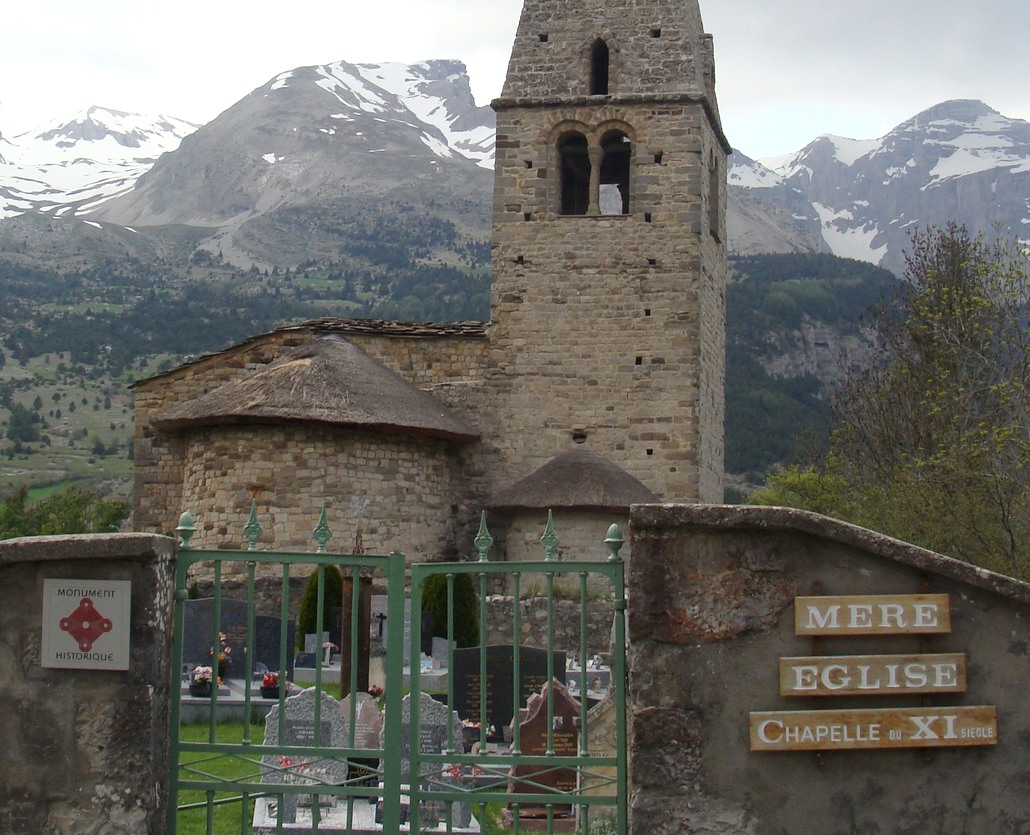
La Mère église vue de la route d'accès

L'évolution du nombre d'habitants est connue à travers les recensements de la population effectués dans la commune depuis 1793. À partir du 1er janvier 2009, les populations légales des communes sont publiées annuellement dans le cadre d'un recensement qui repose désormais sur une collecte d'information annuelle, concernant successivement tous les territoires communaux au cours d'une période de cinq ans. 
Pour les communes de moins de 10 000 habitants, une enquête de recensement portant sur toute la population est réalisée tous les cinq ans, les populations légales des années intermédiaires étant quant à elles estimées par interpolation ou extrapolation. Pour la commune, le premier recensement exhaustif entrant dans le cadre du nouveau dispositif a été réalisé en 2007,.
En 2014, la commune comptait 138 habitants, en évolution de +2,99 % par rapport à 2009 (Hautes-Alpes : +2,98 %, France hors Mayotte : +2,49 %).
| 1793 | 1800 | 1806 | 1821 | 1831 | 1836 | 1841 | 1846 | 1851 |
| ---- | ---- | ---- | ---- | ---- | ---- | ---- | ---- | ---- |
| 599  | 397  | 596  | 540  | 575  | 592  | 570  | 505  | 560  |

| 1856 | 1861 | 1866 | 1872 | 1876 | 1881 | 1886 | 1891 | 1896 |
| ---- | ---- | ---- | ---- | ---- | ---- | ---- | ---- | ---- |
| 557  | 526  | 546  | 546  | 537  | 528  | 527  | 525  | 515  |

| 1901 | 1906 | 1911 | 1921 | 1926 | 1931 | 1936 | 1946 | 1954 |
| ---- | ---- | ---- | ---- | ---- | ---- | ---- | ---- | ---- |
| 509  | 506  | 520  | 461  | 441  | 445  | 376  | 332  | 262  |

| 1962 | 1968 | 1975 | 1982 | 1990 | 1999 | 2007 | 2012 | 2014 |
| ---- | ---- | ---- | ---- | ---- | ---- | ---- | ---- | ---- |
| 244  | 211  | 190  | 163  | 157  | 141  | 134  | 141  | 138  |

## Lieux et monuments
- La chapelle des Gicons, dite « Mère Église », est classée monument historique depuis 1927. Cette petite église, dont la date de construction est inconnue (XIe ou XIIe siècle), et dont le surnom est d'origine inconnue (mère pour maire, principale ?), est de style roman, comportant une nef à trois travées en voûtes de plein cintre et une abside semi-circulaire, le tout flanqué d'une chapelle latérale surmontée du clocher et prolongée par une absidiole. Le bâtiment, plusieurs fois modifié, a été longtemps laissé à l'abandon. Il est actuellement en cours de restauration à l'instigation d'une association locale[10],  et avec le soutien de la commune.

- La chapelle Saint-Jean-Baptiste du hameau de Tuchières.
- Bien que n'étant pas situées sur la commune du Dévoluy, mais sur les communes de Pellafol et de Monestier-d'Ambel, dans l'Isère, un peu plus au nord, les Gillardes, exsurgences se jetant dans la Souloise, sont un des lieux les plus visités à partir de Saint-Disdier.

## Personnalités liées à Saint-Disdier
- Anne-Marie Peysson, ancienne speakerine et journaliste française, née à Saint-Disdier le 24 juillet 1935.
- Olivier Panis, pilote de formule 1.[réf. nécessaire]
- L'alpiniste René Desmaison est inhumé dans le cimetière de la Mère-Eglise.

## Héraldique
| Blason de Saint-Disdier | Blason  | D'azur à la bande d'argent chargée de trois croisettes à plomb de sable.                                                      |
| Blason de Saint-Disdier | Détails | Armoiries de la famille de Pina, marquis de Saint-Disdier (ou Saint Didier). Le statut officiel du blason reste à déterminer. |